# Teufelskiste
Die Teufelskiste ist ein rund 5 m langer, 1 bis 2,50 m breiter und etwa 1,20 m hoher Felsblock im Ortsteil Winterscheid der Gemeinde Ruppichteroth im Rhein-Sieg-Kreis. Sein Gewicht wird auf ca. 20 Tonnen geschätzt. Der Block aus Schieferfels liegt am Nordhang des Bröltales, rund 800 m südwestlich des Weilers Beiert, abseits der Waldwege nahe der Böschung eines Felsvorsprungs.
Seine Herkunft ist nicht geklärt. Jedenfalls erscheint es unwahrscheinlich, dass er im Laufe der Jahrtausende aus dem anstehenden Fels herausgewittert ist, denn seine Schichtung verläuft anders als die des benachbarten bzw. tieferliegenden Gesteins. Eher anzunehmen ist, dass er das Relikt eines hier vor Zeiten betriebenen Steinbruchs ist, worauf auch weitere, in der näheren Umgebung liegende Gesteinsbrocken deuten.

## Überlieferungen
Im Volksmund ranken sich zahlreiche örtliche Sagen um den Stein.
Eine Überlieferung erzählt vom Kampf der Siedler im Bröltal gegen Satanssohn, der sich mit seinen Gesellen gegen Gottes Willen im Bröltal niedergelassen hatte und dessen Geister die Siedler nicht in Frieden ließen. Deshalb erklärten sie ihm den Krieg und alle Bauern aus Neunkirchen, Winterscheid und Umgebung zogen in die Schlacht auf der Beierter Höhe. Als nun auf Seiten der Bauern der Erzengel Michael erschien und die bösen Geister mit seinem flammenden Schwert verjagte, konnten sie den teuflischen Widersacher überwältigen und in Eisen legen. Man schmiedete ihn in einem am Hang gegrabenen Loch fest und wälzte schließlich einen großen Stein, eben die Teufelskiste, darüber. Von da an hatten die Siedler Ruhe. Gibt es heute Streit unter den Siedlern des Bröltales oder lässt deren Frömmigkeit nach, dann fängt der Teufelsfürst unter seiner Kiste an zu toben, dass der Stein sich bewegt und hinabzustürzen droht.
Weitere Sagen berichten von einem unter dem Stein verborgenen Schatz oder zornigen Junggesellen.